# جيمس ويليام ميرفي
جيمس ويليام ميرفي (بالإنجليزية: James William Murphy)‏ هو محامي وسياسي أمريكي، ولد في 17 أبريل 1858 في بلاتفيل في الولايات المتحدة، وتوفي في 11 يوليو 1927 في روشستر في الولايات المتحدة. حزبياً، نشط في الحزب الديمقراطي. وقد انتخب عضو مجلس النواب الأمريكي.